# سفیر (فیلم ۱۳۶۱)
سفیر فیلمی به کارگردانی فریبرز صالح و نویسندگی فریبرز صالح و کیهان رهگذار است. این اثر سینمایی در سال ۱۳۶۱ ساخته‌شد و در اولین دوره جشنواره فیلم فجر به نمایش درآمد.
سفیر نخستین فیلم ایرانی است که با هزینه پانزده میلیون تومانی در سال ۱۳۶۱ می‌توان به آن لقب سوپر پروداکشن داد. بنیاد مستضعفان که تهیه‌کننده فیلم می‌باشد هزینه فیلم را ۹ میلیون تومان اعلام کرده است.
حسن جلایر تهیه‌کننده فیلم در برنامه قاب عاشقی شبکه تلویزیونی نسیم از حمایت یوسف کلاهدوز از تولید فیلم گفت و اینکه سید علی خامنه‌ای که در زمان اکران فیلم، رئیس‌جمهور بود خیلی از فیلم خوشش آمد و در جریان نمایش فیلم در ریاست جمهوری خطاب به محسن رفیق‌دوست که مدعی تولید فیلم بود، گفت اگر شما فیلم را ساختی پس فیلم دوم را هم بساز.

## داستان
قیس بن مسهر با نامه‌ای از سوی حسین بن علی برای سلیمان بن صرد خزاعی راهی کوفه می‌شود که در راه توسط مأموران ابن زیاد والی کوفه دستگیر و به زندان می‌افتد. در زندان به وی گفته می‌شود که در صورت سخنرانی علیه حسین بن علی از زندان آزاد خواهد شد، وی با پذیرفتن این شرط به روی منبر رفته اما علیه یزید سخنرانی می‌کند. پس از این سخنرانی قیس به دستور ابن زیاد کشته می‌شود.
نکته اینکه در این فیلم، هیچ هنرپیشه زن بکار گرفته نشده است.

## نقد و بررسی
قسمت‌هایی از نقد ماهنامه فیلم دربارهٔ فیلم سفیر که در شماره سوم آن آمده اینگونه است، "سفیر به عنوان نخستین تجربه یک فیلمساز ایرانی در زمینه کارگردانی یک فیلم به اصطلاح عظیم، آن گونه که از پیش تصور می‌شد، ناموفق نیست. لباس سیاهی لشکرهای فیلم، مثل فیلمهای تاریخی پارس فیلم تازه از خیاطی نیامده و برقش چشم را نمی‌زند، کنترل کارگردان بر صحنه‌های شلوغ چشمگیر است و باز مثل فیلمهای تاریخی پارس فیلم، در صحنه‌های زد و خورد، افراد به جای گلاویز شدن با هم شوخی نمی‌کنند…
...سفیر، یک فیلم قصه گو است، قصه ای را تخت و هموار می‌گوید. هیچگاه ملال آور نمی‌شود و به رغم طولانی بودن فیلم، تماشاگر را به دنبال خود می‌کشد…".
فریبرز صالح در گفتگویی با ماهنامه فیلم در سال ۱۳۶۲ دربارهٔ مشکلات ساخت فیلم سفیر گفته، «... من آن همه سیاهی لشکر را با چنگ و دندان نگه داشتم و مدام دلهره این را داشتم که مبادا فردا نیایند. لباسهایشان را درمی‌آوردند و به گوشه ای می‌انداختند و روز بعد نمی‌دانستند که دیروز چه لباسی را برتن داشته‌اند، و ما باید حواسمان جمع می‌بود. سی تا اسب، با گدایی فراهم کردیم و هراس این که قبل از پایان کار، آنها را از ما بگیرند، آسوده مان نمی‌گذاشت. محل مناسب برای فیلمبرداری وجود نداشت و گاهی دو محل فیلمبرداری هفتصد کیلومتر با بکدیگر فاصله داشت، زیرا امکان دکور زدن نداشتیم. به هر نهادی برای درخواست کمک انسانی و تجهیزات می‌رفتیم درگیر جنگ بود. طول مدت فیلمبرداری ما هفت ماه و نیم بود که از این مدت، سه ماه و نیم به دلیل نداشتن امکانات در حال حمل و نقل و رفت و آمد بودیم.»
ایوان گریگورسکو، معاون انجمن تهیه‌کنندگان فیلم رومانی و کارگردان فیلم «دنیای انسانی» به هنگام تماشای سفیر در اولین دوره جشنواره فیلم فجر گفته بود: «فیلم «سفیر» با این که موضوع آن یک حادثه تاریخی است ولی واقعیت‌های ارایه شده در آن در خدمت بیان مسائل روز است که دنیا به آن مبتلا است و معتقد بود که «سفیر» در عین حال که از تکنیک بسیار حرفه‌ای و هنری برخوردار است، فیلمی مردمی و مورد استفاده آحاد مردم است.»

## بازیگران
- فرامرز قریبیان
- عزت اله مقبلی
- جلال پیشواییان
- کاظم افرندنیا
- محمدتقی کهنمویی
- کیومرث ملک مطیعی
- شاپوربخشایی
- هوشنگ دیبائیان
- هادی مقدم
- طوفان افراسیابی
- عرش پورزارعی
- محمد پورستار
- عبداله یاقوتی
- محمود مشروطه
- محمدابراهیم مهدی‌زاده
- حسین غلامی
- جعفر احرابی
- مهدی صحرایی
- سامی تحصنی
- محمد نمازی
- حسن عرب
- علی کنگرلو
- مصطفی رستمی
- حسین خانی بیک
- منوچهر حامدی
- احمد بهروزی
- موسی شجاعی
- محسن اصلانی
- یوسف نوروزی
- اکبر بلندی
- عباس اسماعیلی
- بهرام یازرلو
- حسن حاجی زاده
- جلال عالی فکر